# Barbara Melzer
Barbara Melzer (ur. 30 stycznia 1968 w Poznaniu) – polska aktorka teatralno-musicalowa i piosenkarka.

## Kariera
Jest absolwentką Studium Wokalnego w Poznaniu. Zadebiutowała w musicalu Metro. W latach 1992–2002 występowała w warszawskim teatrze Studio Buffo. W latach 90. brała udział również w telewizyjnym programie MdM Manna i Materny. W latach 1992-1994 była wokalistką w grupie pop-rapowej B.A.D. Master C!, z którą wydała album "Sny". Od 2002 gra w Teatrze Komedia w Warszawie oraz występuje w Kwartecie Szafa Gra, w którym wykonuje covery znanych piosenek. W 2002 została laureatką Przeglądu Piosenki Aktorskiej we Wrocławiu. Jesienią 2014 zajęła czwarte miejsce w finale drugiej edycji programu rozrywkowego Polsatu Twoja twarz brzmi znajomo.

## Role teatralne

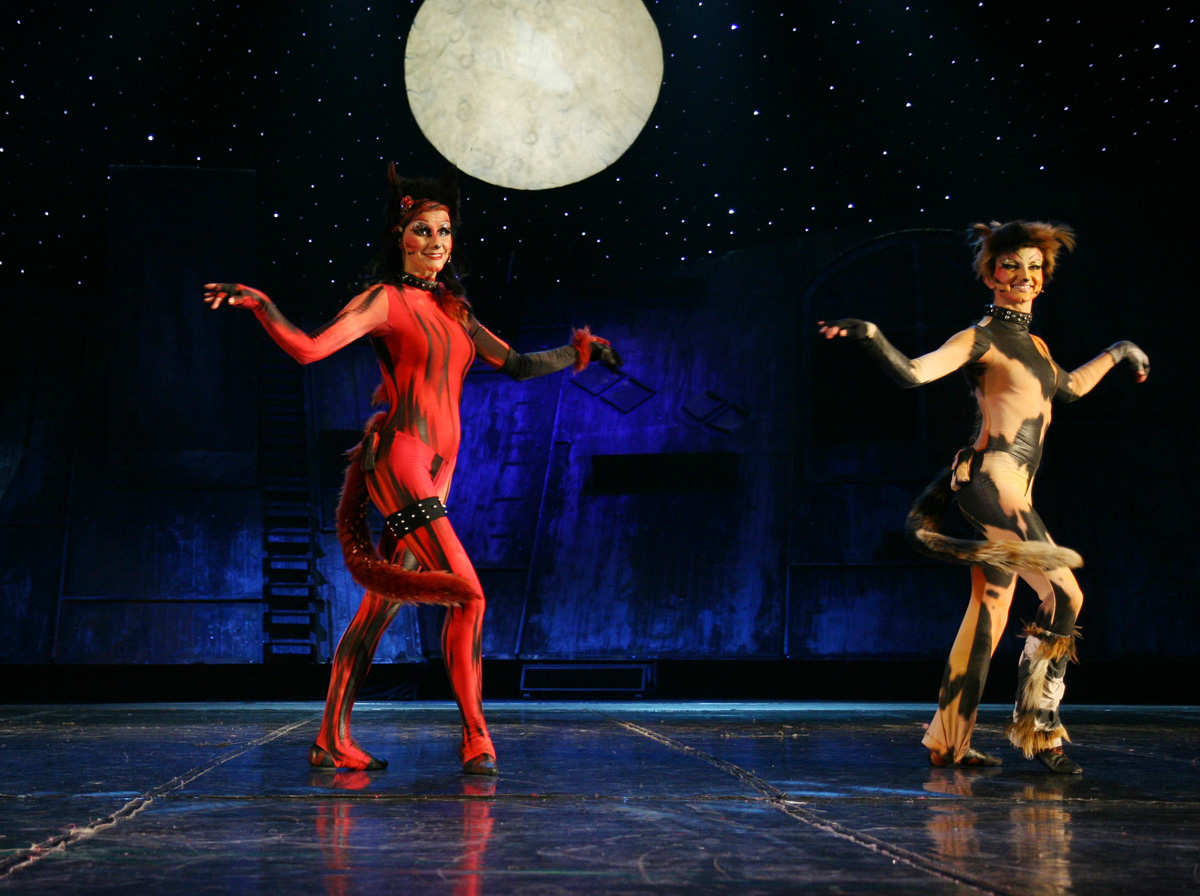
Barbara Melzer i Ewa Lachowicz podczas spektaklu Koty (2007).

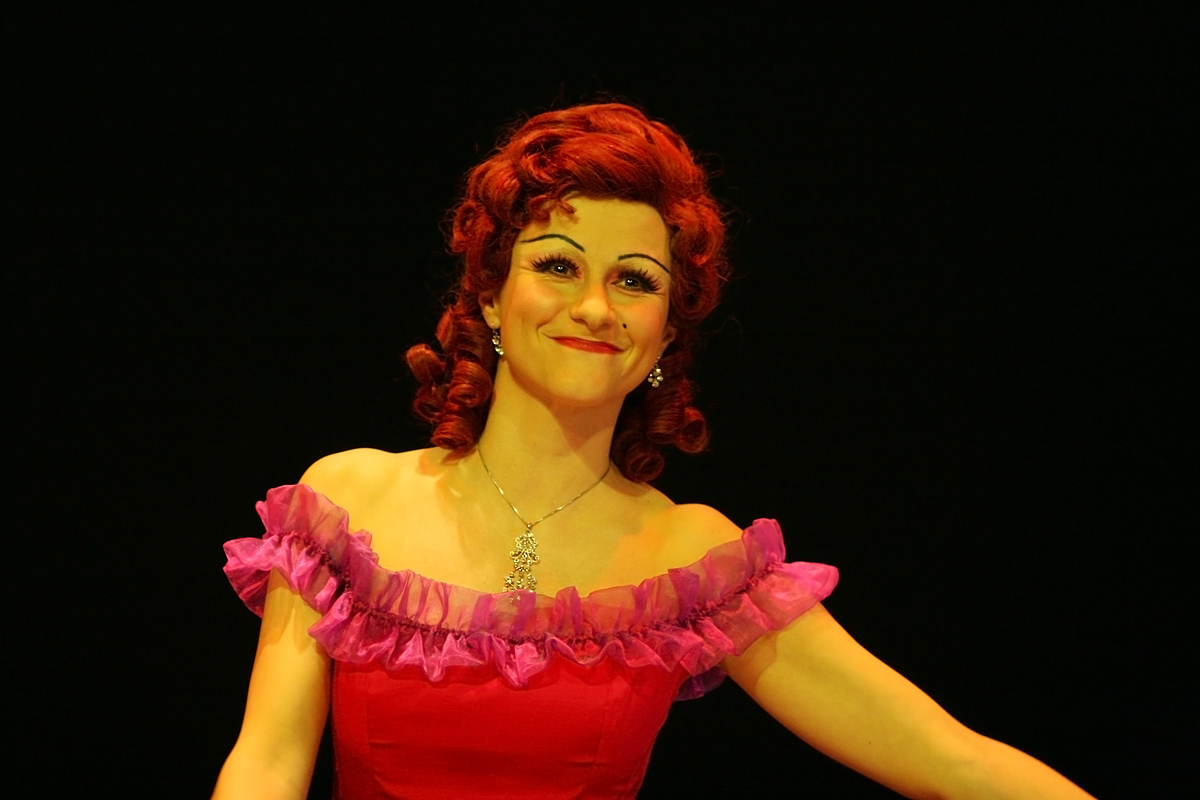
Barbara Melzer jako Carlotta Giudicelli w musicalu Upiór w Operze (2008).

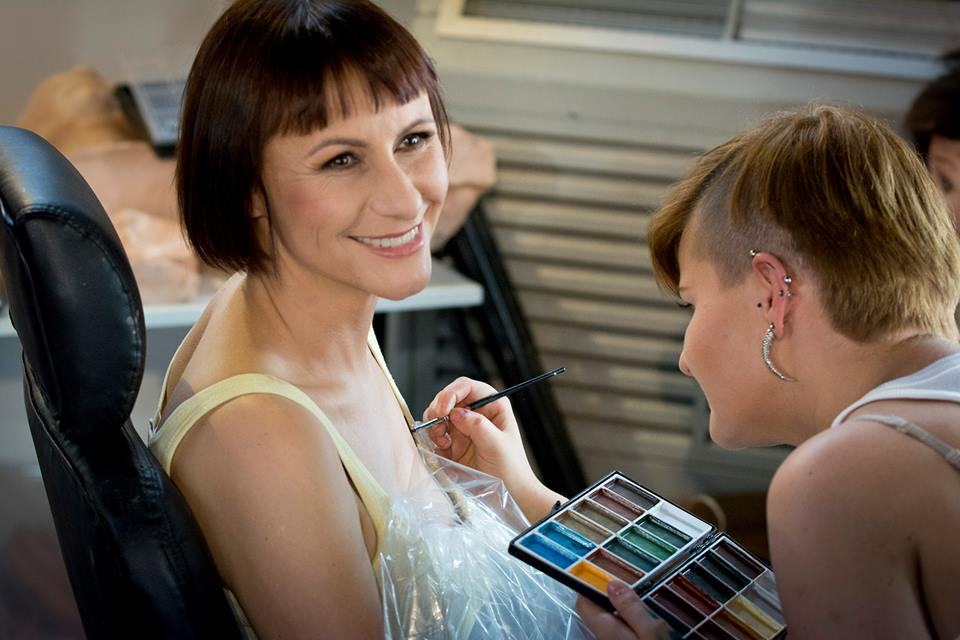
Barbara Melzer na planie programu Twoja twarz brzmi znajomo (2014).

- Metro, Teatr Dramatyczny/Studio Buffo, reż. Janusz Józefowicz
- 1999: Crazy for You (jako Polly Baker), Teatr Muzyczny „Roma”, reż. Wojciech Kępczyński i Janusz Józefowicz
- 2002: Chicago (jako Velma Kelly), Teatr Komedia w Warszawie, reż. Krzysztof Jasiński
- 2005: Stepping Out (jako Mavis), Teatr Komedia w Warszawie, reż. Krzysztof Jasiński
- 2007: Koty (jako Bombalurina), Teatr Muzyczny „Roma”, reż. Wojciech Kępczyński
- 2008: Upiór w operze (jako Carlotta Giudicelli), Teatr Muzyczny „Roma”, reż. Wojciech Kępczyński
- 2014: Kariera Nikodema Dyzmy, Teatr Syrena
- 2015: Mamma Mia! (jako Tanya), Teatr Muzyczny „Roma”
- 2015: Młynarski Obowiązkowo, Teatr 6. piętro
- 2016: Zakonnica w przebraniu (jako Matka przełożona), Teatr Muzyczny w Poznaniu, reż. Jacek Mikołajczyk[2]
- 2019: Virtuoso (jako Helena Modrzejewska), Teatr Muzyczny w Poznaniu, reż. Jerzy Jan Połoński[3]
- 2023-2024: Deszczowa piosenka (jako Lina Lamont), Teatr Muzyczny w Poznaniu, reż. Tadeusz Kabicz[4]
- 2025: Wicked (jako Madame Maskudna), Teatr Muzyczny „Roma”, reż. Wojciech Kępczyński[5]

## Polski dubbing
- 2013: Psi patrol (jako Skye)
- 2011: The Elder Scrolls V: Skyrim (jako Vex) reż. dubb. Paweł Galia
- 2011: Wiedźmin 2: Zabójcy królów (jako Adrianna)
- 2010: „Mass Effect 2” (jako Kelly Chambers)
- 2010: Viva High School Musical Meksyk: Pojedynek, reż. dubb. Wojciech Szymański
- 2010: Bystre Oko (jako Wojtek), reż. dubb. Marek Klimczuk
- 2010: H2O – wystarczy kropla (jako Kim Sertori odc.55-57), reż. dubb. Wojciech Szymański
- 2009: Słoneczna Sonny (jako Connie Munroe), reż. dubb. Wojciech Paszkowski
- 2009: Potwory kontra Obcy, reż. dubb. Elżbieta Kopocińska-Bednarek
- 2009: Dom na wielkim drzewie (jako Zuza), reż. dubb. Marek Klimczuk
- 2009: Dex Hamilton – Kosmiczny entomolog (jako Sally / DJ Czarna Wdowa), reż. dubb. Anna Apostolakis
- 2003–2008: Truskawkowe Ciastko, reż. dubb. Dorota Kawęcka
- 2001: Rodzina Rabatków (jako mama Romea), reż. dubb. Dorota Kawęcka
- 1988–1994: Garfield i przyjaciele (jako Amy), reż. dubb. Dorota Kawęcka

## Piosenki
- „Serduszko puka w rytmie cza cza” (muz. Romuald Żyliński, sł. Janusz Odrowąż-Wiśniewski, wyk. także Maria Koterbska)